# Arthur (stripfiguur)
Arthur is een bijfiguur uit de strip Suske en Wiske. Hij is de broer van Lambik en verscheen voor het eerst in De vliegende aap (1946-47). Arthur speelt ook een rol in De Kronieken van Amoras.

## Personage
Arthur heeft net als Lambik een bolhoed, maar draagt een dierenvel in plaats van kleren. Verder kent hij het geheim om te kunnen vliegen. Als Wiske voor het eerst een foto ziet van Arthur, is haar reactie "Wel dat is een aap, dat zie je toch." Zo komt Arthur aan zijn bijnaam "De vliegende aap". 
Als Arthur spreekt, zegt hij vaak "tjip tjip" tussen de woorden. 

## Verhalen
In De vliegende aap maken Suske, Wiske en tante Sidonia kennis met Arthur, die op zoek is naar zijn aangenomen pleegkind. Dit blijkt uiteindelijk het zwarte meisje Banana te zijn, de koningin der Jambaba's. Arthur woont hier in Dongo, een Belgische kolonie, waar hij van het sap van de Selderom Aeroplanis heeft gedronken, dat ervoor zorgde, dat hij kan vliegen. 
In De witte uil wordt verteld dat Arthur in Kongo woont, en niet in Dongo. Hij is met een boot op weg naar België. Een geheimzinnige Chinese man is erg geïnteresseerd in de verhalen over de vliegende aap en hij laat Arthur ontvoeren. 
In De tamtamkloppers woont Arthur samen met zijn vader in Rotswana bij de Ju-Jubekestam. In dit verhaal wordt ook onthuld dat Lambik en Arthur hun moeder nooit gekend hebben.
In De bevende Baobab komen de vrienden Arthur weer tegen, nu op een eiland voor de Afrikaanse kust genaamd Bosambik.
In De Bananenzangers probeert Papal Ambik koning Bobbelbelly te genezen van een bijzonder soort hik. Hiervoor hebben ze blauwe bananen nodig, maar de laatst overgebleven boom wordt bewaakt door de Jokono's.
In Bolhoed Bik blijkt dat Arthur leidt aan zoantropie en altijd dacht een hond te zijn, totdat zijn moeder omkwam tijdens een vliegtuigongeluk. Sinds dat moment denkt hij een vogel te zijn, hij had zijn moeder kunnen redden als hij kon vliegen.

## Albums
- De vliegende aap
- De witte uil
- De tamtamkloppers
- De sissende sampan
- De bevende Baobab
- De droevige duif
- Amoris van Amoras
- De averechtse aap
- Lilli Natal
- De venijnige vanger
- De curieuze neuzen
- De Bananenzangers
- De irritante imitator
- Boemerang
- Bolhoed Bik

## De Kronieken van Amoras
In De Kronieken van Amoras speelt Arthur een rol in De droom van Arthur. In dit album komen Jerom en Lambik aan in Congo. Ze ontmoeten Jan Waterreus die samen met Arthur heeft rondgetrokken in de jungle. Lambik haalt herinneringen op aan zijn jeugd. Hij droomde er van naar Piscine-les-Bains te reizen, maar Arthur wilde veel verder weg. Nu hoort hij via Jan eindelijk hoe het met zijn broer is gegaan. Ze hadden een gids, Sammy, die omkwam door een ongeval. Arthur beloofde voor het kindje van Sammy, die nu wees was geworden, te zorgen. In het schrift van Sammy stond informatie over eetbare planten. Arthur gebruikte de selderum aearoplanis veel, maar wist in het begin niets af van de verslavende werking van deze plant die je vleugels geeft. Hij kan niet stoppen en vaart met opzet van een waterval...